# Sylve Bengtsson

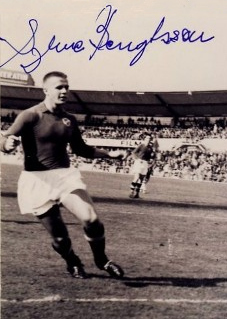
Autogramm Bengtssons auf einem Foto vom Spiel gegen AIK im Mai 1959

Sylve Boris Bengtsson (* 2. Juli 1930 in Halmstad; † 30. April 2005 ebenda) war ein schwedischer Fußballspieler.

## Werdegang
Bengtsson spielte bei Halmstads BK. 1946 und 1947 wurde er schwedischer Jugendmeister mit dem Klub. 1947 debütierte er in der Herrenmannschaft in der Allsvenskan. Die Mannschaft wurde in der Spielzeit 1947/48 allerdings nur Tabellenletzter und daher schloss sich Bengtsson dem Ligarivalen Helsingborgs IF an. 1952 kehrte er zum HBK zurück, mit dem der 1954 wieder in die Allsvenskan aufstieg. 1955 wurde er mit dem Klub als Aufsteiger Vizemeister hinter Djurgårdens IF. Ein Jahr später gelangen ihm 22 Saisontore, womit er Torschützenkönig wurde. Auch nach dem erneuten Abstieg 1959 blieb er HBK zunächst treu. 1961 bis 1963 spielte er für Gnosjö IF, ehe er für zwei Spielzeiten zu Helsingborgs IF zurückkehrte.
Als Spieltrainer betreute Bengtsson anschließend Halmstads BK in der dritten Liga. Nach einer kurzen Tätigkeit bei Laholms FK in der Spielzeit 1968 als Spielertrainer kehrte er als Cheftrainer zu HBK zurück und führte die Mannschaft nach 13-jähriger Unterklassigkeit wieder in die Allsvenskan.
Bengtsson spielte 28 Mal für die schwedische Nationalmannschaft. Bei den Olympischen Spielen 1952 holte er mit der Landesauswahl die Bronzemedaille.